# Barbeuia
Barbeuia madagascariensis — ліана, що зустрічається тільки на острові Мадагаскар. Barbeuia іноді поміщають у власну родину, Barbeuiaceae. Система APG II 2003 року, наприклад, визнає таку родину та відносить її до порядку Caryophyllales. Це являє собою зміну системи APG 1998 року, яка не визнавала Barbeuiaceae як родину через відсутність молекулярних даних.